# 九鬼嘉隆
九鬼 嘉隆（くき よしたか、旧字体：九鬼嘉隆）は、日本の戦国時代から安土桃山時代にかけての武将、大名。九鬼水軍を率いた水軍武将であり、九鬼氏の11代当主。
志摩の国人衆の一員として身を起こし、織田信長や豊臣秀吉のお抱え水軍として活躍し、志摩国を支配し、3万5000石の禄を得て、⿃⽻藩藩祖となった。こうした経歴とその勢威から、江戸時代には軍記物などで海賊大名とも称される。後に関ヶ原の戦いで西軍に与し、戦後答志島で自害した。

## 生涯

### 前半期
天文11年（1542年）、九鬼泰隆が志摩国英虞郡での拠点とする波切城（三重県志摩市大王町波切）で、定隆（泰隆の嫡男）の次男（三男とする説もあり）として生まれる。母は英虞郡甲賀（志摩市阿児町甲賀）の出身とされる。九鬼氏の出自は不詳であるが、家伝書では、北勢佐倉の藤原隆信が九鬼浦（現在の尾鷲市九鬼町）に移りその子孫隆良が志摩波切の川面氏の養子に入った事を由来としており、嘉隆は墓所が確認されている隆良（志摩市仙遊寺）から数えて8代目に当たる。
天文20年（1551年）、定隆の死去により、家督は長兄である浄隆が継ぎ、嘉隆は波切城主となった。
永禄3年（1560年）、志摩の地頭のうち、12人が伊勢国司・北畠具教の援助を受けて浄隆の田城城を攻めた。嘉隆は城主浄隆を助けていたものの、浄隆は戦の最中に死去、嘉隆は浄隆の子・澄隆と共に朝熊山へ逃亡した。その後、嘉隆は滝川一益の仲介により、桶狭間の戦いを制した織田信長に仕えたとされる。

### 織田家臣時代
永禄12年（1569年）、信長が北畠具教を攻めたとき、嘉隆は水軍を率いて北畠の支城である大淀城を陥落させるなどの活躍をしたため、正式に織田家の家臣団の一員として迎えられた。
永禄13年、志摩十三地頭を攻略し、志摩国の統一を果たした。
天正2年（1574年）、信長が伊勢長島の一向一揆を鎮圧する際、海上から射撃を行うなどして織田軍を援護し、敵陣攻略に活躍した。
天正6年、天正4年に織田信長から受けた命により、伊勢湾各所にて滝川一益とともに大安宅7艘を建造した。大鉄砲を備えた船が6月に完成すると、6月26日に熊野浦を経由し堺に進んだ。
天正6年7月18日、大坂表に出動し本願寺の海上補給ルートの遮断任務についた。
天正6年11月6日、第二次木津川口の戦いの戦勝に貢献。この戦功によって嘉隆は信長から志摩に加え、摂津野田・福島などを与えられて7,000石を加増を受けた。なお、この海戦で本願寺の孤立化と織田軍の優位は決定的になったといわれる。以後、嘉隆は堺に駐留していた模様で、本能寺の変の際も堺にいたようである（『宮部文書』）。
その後、信長が九鬼嘉隆の志摩国領有を認め九鬼氏の家督を澄隆から継ぐように取り計った（ただし一説に、信長没後の天正11年（1583年）に嘉隆が甥の澄隆を殺して家督を奪ったともいわれる）。

### 豊臣家臣時代

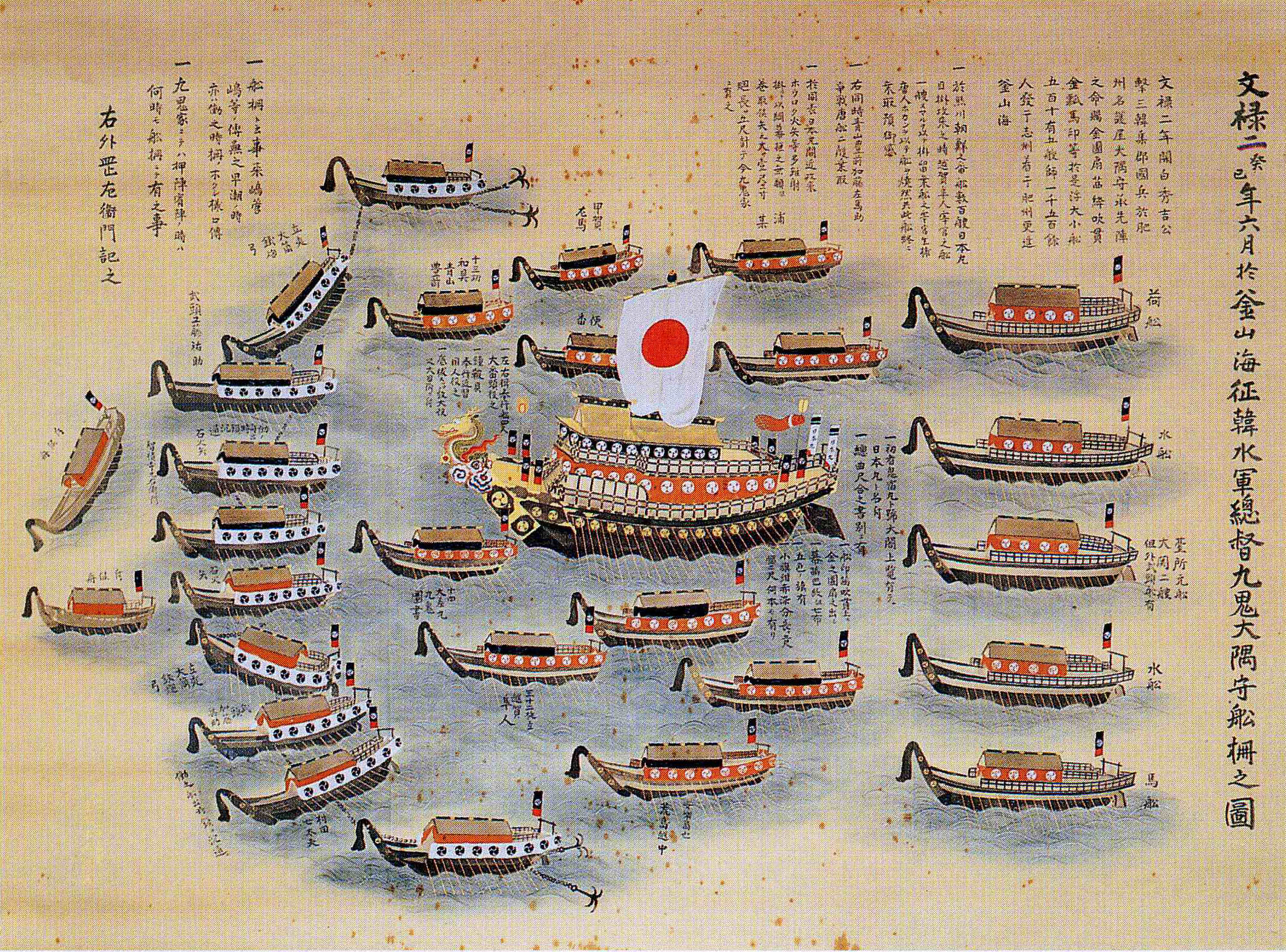
九鬼嘉隆の海軍艦隊（1593年）

天正10年（1582年）6月、信長が本能寺の変で死去した後は織田信雄に仕えたが、天正12年（1584年）の小牧・長久手の戦いの際に滝川一益の誘いによって羽柴秀吉陣営に寝返り、伊勢国の松ヶ島城の海上封鎖、三河国沿岸の襲撃、蟹江城合戦に参加した。同年蒲生氏郷が南伊勢に入部すると嘉隆は氏郷の与力として配属された。しかし秀吉に出仕後も、信長同様に水軍の頭領として重用され、天正15年（1587年）の九州平定、天正18年（1590年）の小田原征伐などに参陣している。奥州仕置での氏郷の会津転封には随行しなかった。

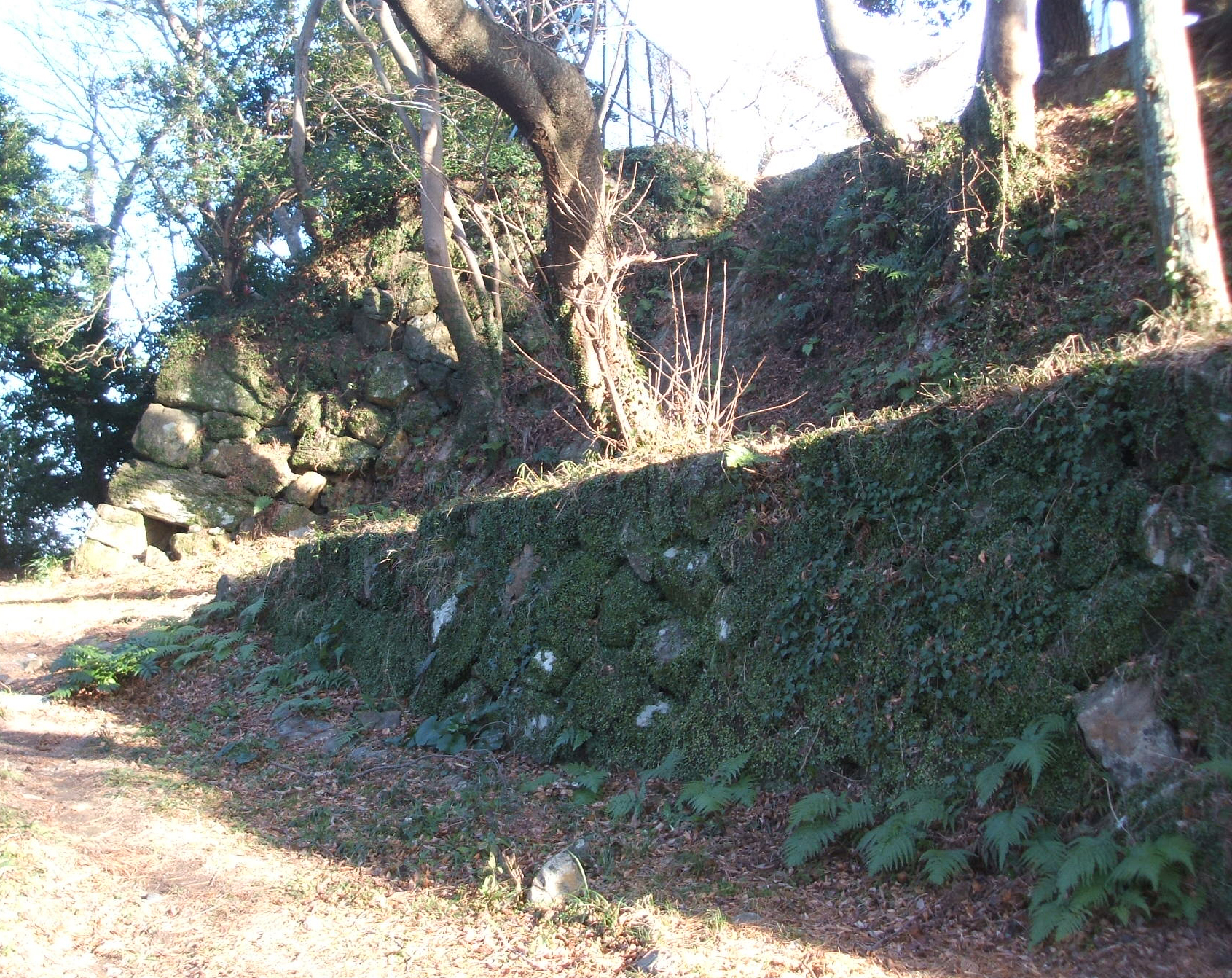
九鬼嘉隆が築城した鳥羽城

天正13年（1585年）には従五位下・大隅守に叙位・任官する。そして答志郡鳥羽（鳥羽市鳥羽）の地を本拠地と定め、鳥羽城の築城に着手した。
朝鮮出兵における嘉隆は、文禄の役では水軍の総大将として戦功を挙げたほか脇坂などと共に安骨浦城の建築に携わるなどの活躍があったが、慶長の役には出陣していない。
慶長2年（1597年）に家督を子の九鬼守隆に譲って隠居した。隠居料は5000石。

### 最期

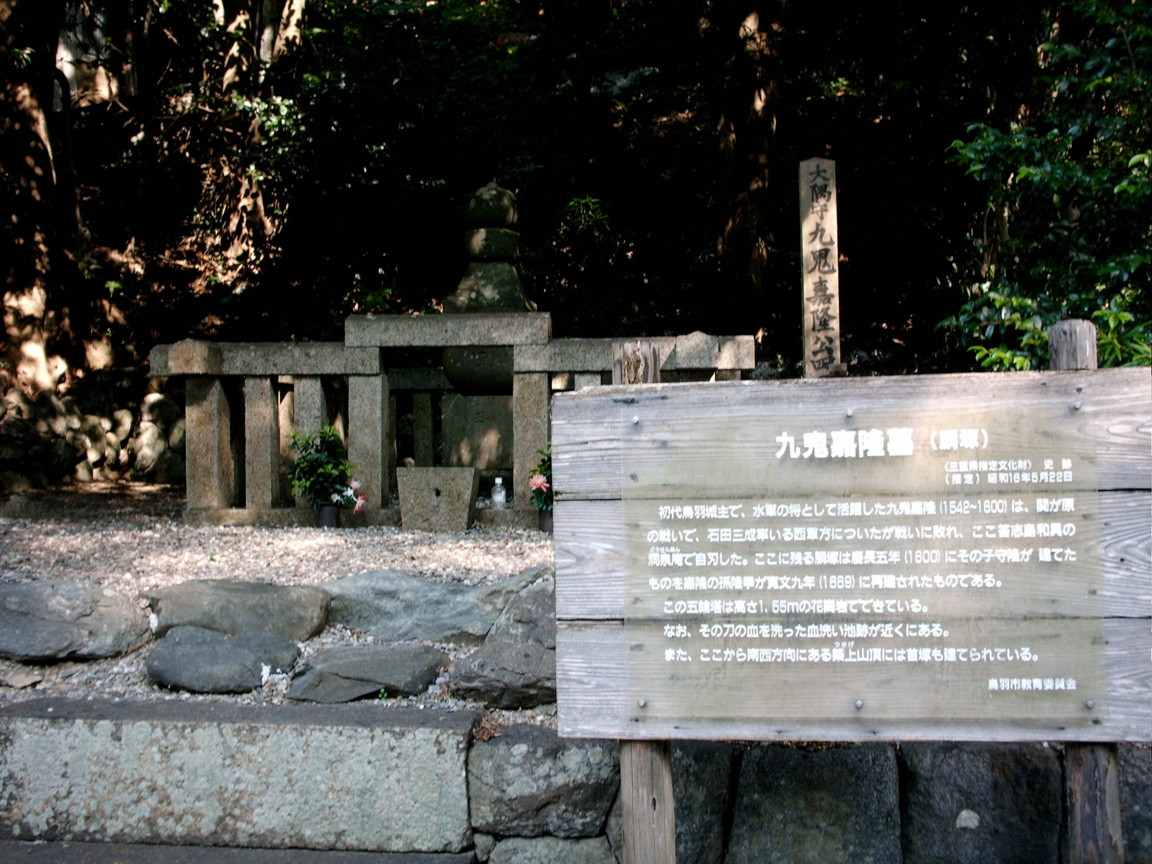
答志島にある胴塚

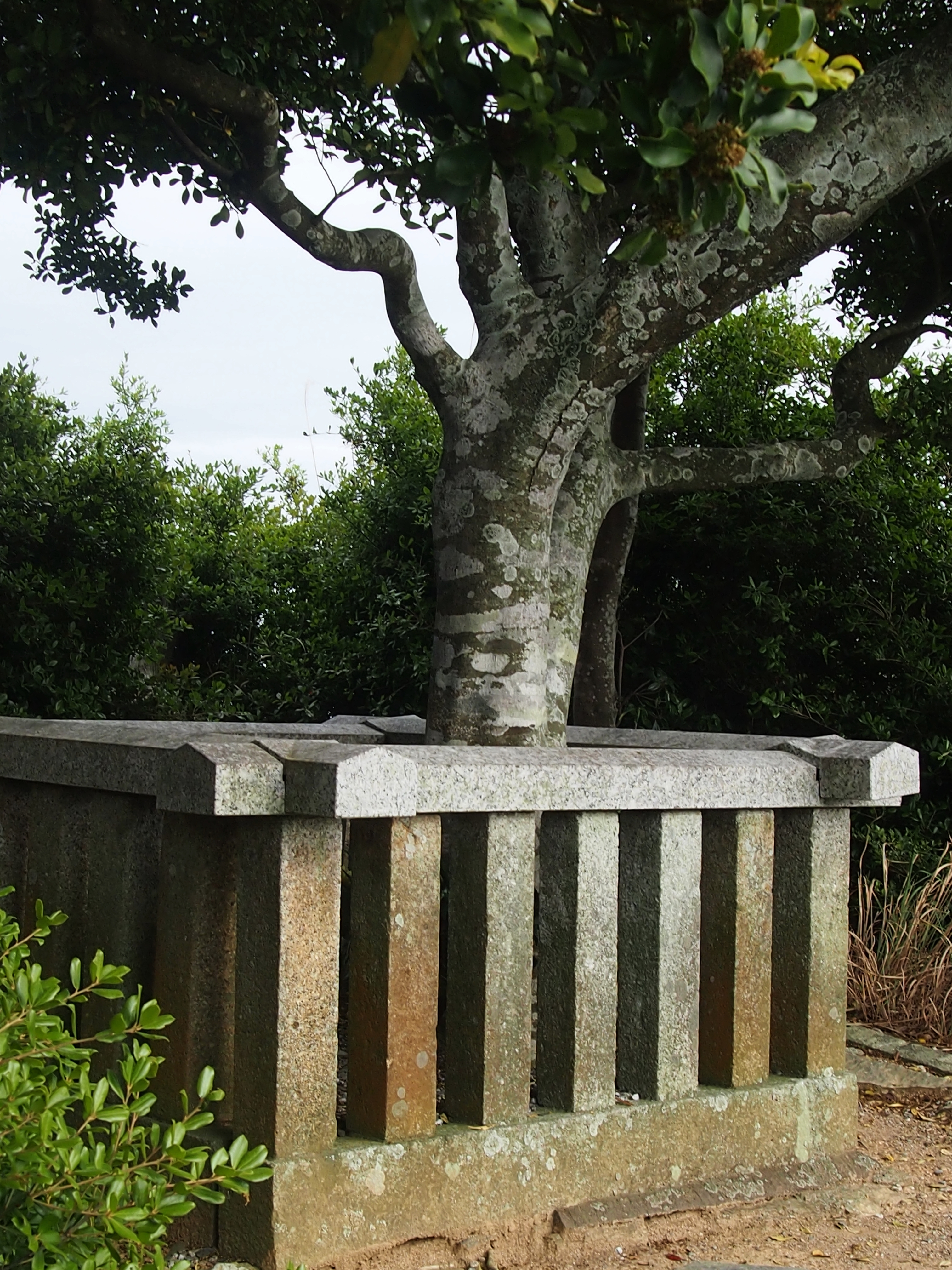
答志島にある首塚

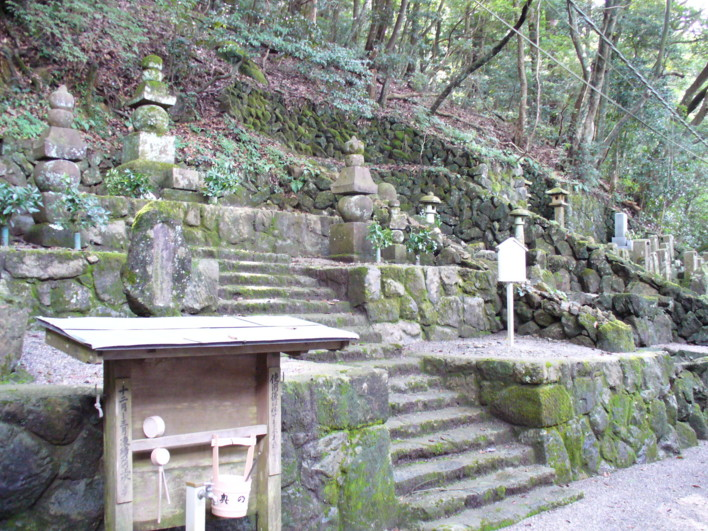
朝熊山にある五輪塔

慶長5年（1600年）、関ヶ原の戦いが起こると嘉隆は西軍に与し、守隆は東軍に与した。これはどちらが敗れても家名を存続させるための嘉隆の戦略だったという。嘉隆は守隆が徳川家康に従って会津征伐に赴いている間に、堀内氏善らと共に守備が手薄になっていた鳥羽城を奪取。伊勢湾の海上封鎖を行い、8月24日の安濃津城の戦いの勝利に貢献するが、9月15日の本戦で西軍が壊滅すると、鳥羽城を放棄して答志島に逃亡した。
守隆は徳川家康と会見して父の助命を嘆願し、守隆の功績の大きさが考慮され了承されたが、守隆の急使がそれを嘉隆に伝える前に、九鬼家の行く末を案じた家臣の豊田五郎右衛門が独断で嘉隆に切腹するよう促し、これを受け入れた嘉隆は10月12日に和具の洞仙庵（どうせんあん）で自害した。享年59。

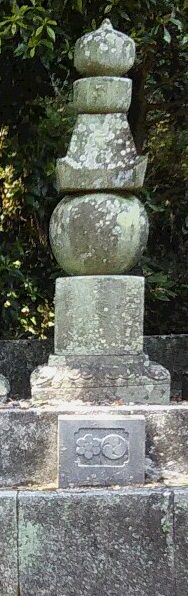
九鬼嘉隆の墓(鳥羽市常安寺)

嘉隆の首級は首実検のために家康のいる伏見城に送られたが、その途中で伊勢明星において守隆の急使により確認される。守隆は激怒して豊田を鋸挽きの上で斬首した。首級は伏見城に運ばれたため、守隆により胴体のみが洞仙庵近くに葬られ、胴塚が建てられた。首級は実検の後に答志島へ戻り、胴体とは別に築上（つかげ）山頂に葬られ、首塚が建てられた。現存する胴塚は守隆が建てたままではなく、寛文9年（1669年）に孫の九鬼隆季が再建したものである。
嘉隆の墓が朝熊山にあるとする説があるが、鳥羽側の山麓にある常安寺という寺が九鬼嘉隆の菩提寺になっており、守隆が嘉隆の菩提を弔うために寄進された石灯籠を墓と解釈するか、あるいは墓のほかに朝熊山でも供養した事実を朝熊山に葬ったと混同するものである。現在でも墓に葬った後、この地方を代表する霊山である朝熊山へ登り金剛證寺奥の院に塔婆を立て供養する風習があり、奥の院手前に沢山の塔婆が並べられている。金剛證寺には九鬼嘉隆の肖像画（紙本著色九鬼嘉隆像）が残され重要文化財に指定されている。常安寺には嘉隆が自害に使ったと伝えられる短刀などが残されている。

## 逸話
- 海賊の大将として荒々しい人物のイメージが強いが、茶道に造詣が深く、津田宗及の茶会にしばしば参加したり、逆に自身が宗及を招いて幾度も茶会を催すなどしており、数寄者としての側面もあったようである（『宗及記』）。

## 子孫
子孫に九鬼隆一、九鬼隆義、九鬼周造、九鬼隆平（横浜DeNAベイスターズ捕手）、九鬼紋七（九鬼産業創業者）などがいる。

## 関連作品
- 岸宏子『九鬼水軍物語 夕映えの海』
- 白石一郎『戦鬼たちの海 織田水軍の将・九鬼嘉隆』
- 志津三郎『九鬼嘉隆 信長・秀吉に仕えた水軍大将』
- 二宮隆雄『覇王の海 海将九鬼嘉隆』
- 星亮一『九鬼嘉隆』

## 関連行事
しろやま嘉隆まつり
九鬼嘉隆にちなみ、鳥羽城跡の城山公園を会場として開催される。2016年（平成28年）4月2日の開催で5回目を迎え、市民らによる武者行列、鉄砲演武の団体による空砲の発射、ステージでの各種発表などが行われた。